# Serianus bolivianus
Serianus bolivianus es una especie de arácnido del orden Pseudoscorpionida de la familia Olpiidae.

## Distribución geográfica
Se encuentra en Bolivia.